# خطر زرد

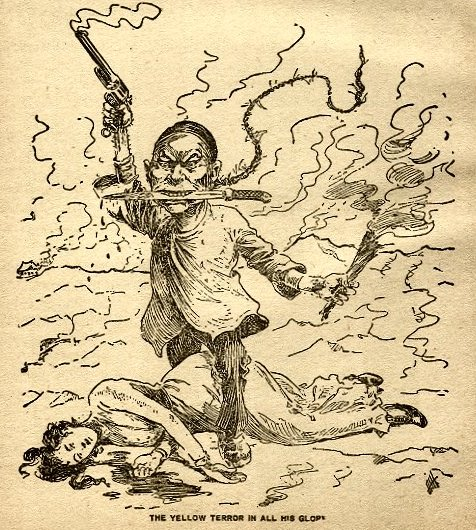
کارتون نژادپرستانه «خطر زرد» در تمام جلال او (۱۸۹۹) یک مرد چینی ضد استعماری دودمان چینگ را نشان می‌دهد که بر فراز یک زن سفیدپوست افتاده ایستاده‌است، که نماینده جهان غرب است.

خطر زرد (انگلیسی: Yellow Peril) یک استعاره نژادپرستانه رنگ پوست است که استعاره به مردم شرق آسیا به عنوان یک خطر وجودی برای جهان غرب است.